# Озёра Чили
Озёра Чили в основном подразделяются на две группы озёр: южно-чилийскую и патагонскую, в центре и на севере страны озёр довольно мало. Наиболее крупные озера южно-чилийской группы — Ранко и Льянкиуэ. Патагонские озера расположены в горах Анд, по ним проходит государственная граница с Аргентиной, то есть Чили принадлежат лишь западные их части. Крупные озёра: Палена, Хенераль-Каррера, Пуэйрредон (Кочране), О’Хиггинс. Много мелких озёр расположены в южной Патагонии и на Огненной Земле. Большинство озёр принадлежит к типу концевых ледниковых озёр.

## Крупнейшие озёра
Список крупнейших озёр Чили (>100 км²), упорядочен по площади озера, находящейся на территории страны:
| Название         | Аргентинское название | Площадь в Чили (км²) | Общая площадь (км²) |
| ---------------- | --------------------- | -------------------- | ------------------- |
| Хенераль-Каррера | Буэнос-Айрес          | 970                  | 1850                |
| Льянкиуэ         |                       | 860                  | 860                 |
| О’Хиггинс        | Сан-Мартин            | 529                  | 1058                |
| Ранко            |                       | 442                  | 442                 |
| Пресиденте-Риос  |                       | 352                  | 352                 |
| Греве            |                       | 240                  | 240                 |
| Рупанко          |                       | 223                  | 223                 |
| Дель-Торро       |                       | 202                  | 202                 |
| Тодос-лос-Сантос |                       | 178,5                | 178,5               |
| Вильяррика       |                       | 176                  | 176                 |
| Кочране          | Пуэйрредон            | 175,25               | 271                 |
| Пуеуэ            |                       | 156                  | 156                 |
| Лаха             |                       | 128,1                | 128,1               |
| Сан-Рафаэль      |                       | 123                  | 123                 |
| Калафкен         |                       | 120,6                | 120,6               |
| Пангипульи       |                       | 116                  | 116                 |
| Ельчо            |                       | 110                  | 110                 |
| Палена           | Хенераль-Винтер       | 51,2                 | 135                 |
| Фаньяно          | Ками                  | 39                   | 645                 |

## Крупные озёра и водохранилища по регионам

### Арика-и-Паринакота
- Чунгара
- Котакотани

### Тарапака
-

### Антофагаста
- Мисканти en:Miscanti Lake
- Лехиа en:Lejía Lake

### Атакама
- Лагуна-Верде (Чили) en:Laguna Verde (lake of Chile)
- Санта-Хуана es:Embalse Santa Juana

### Кокимбо
- Транке-Рукларо es:Tranque Puclaro
- Реколета (водохранилище) es:Embalse Recoleta
- Ла-Палома (водохранилище) es:Embalse La Paloma
- Коготи es:Embalse Cogotí

### Вальпараисо
- водохранилище Пеньюэлес
- Лагуна-дель-Инка en:Laguna del Inca

### Сантьяго

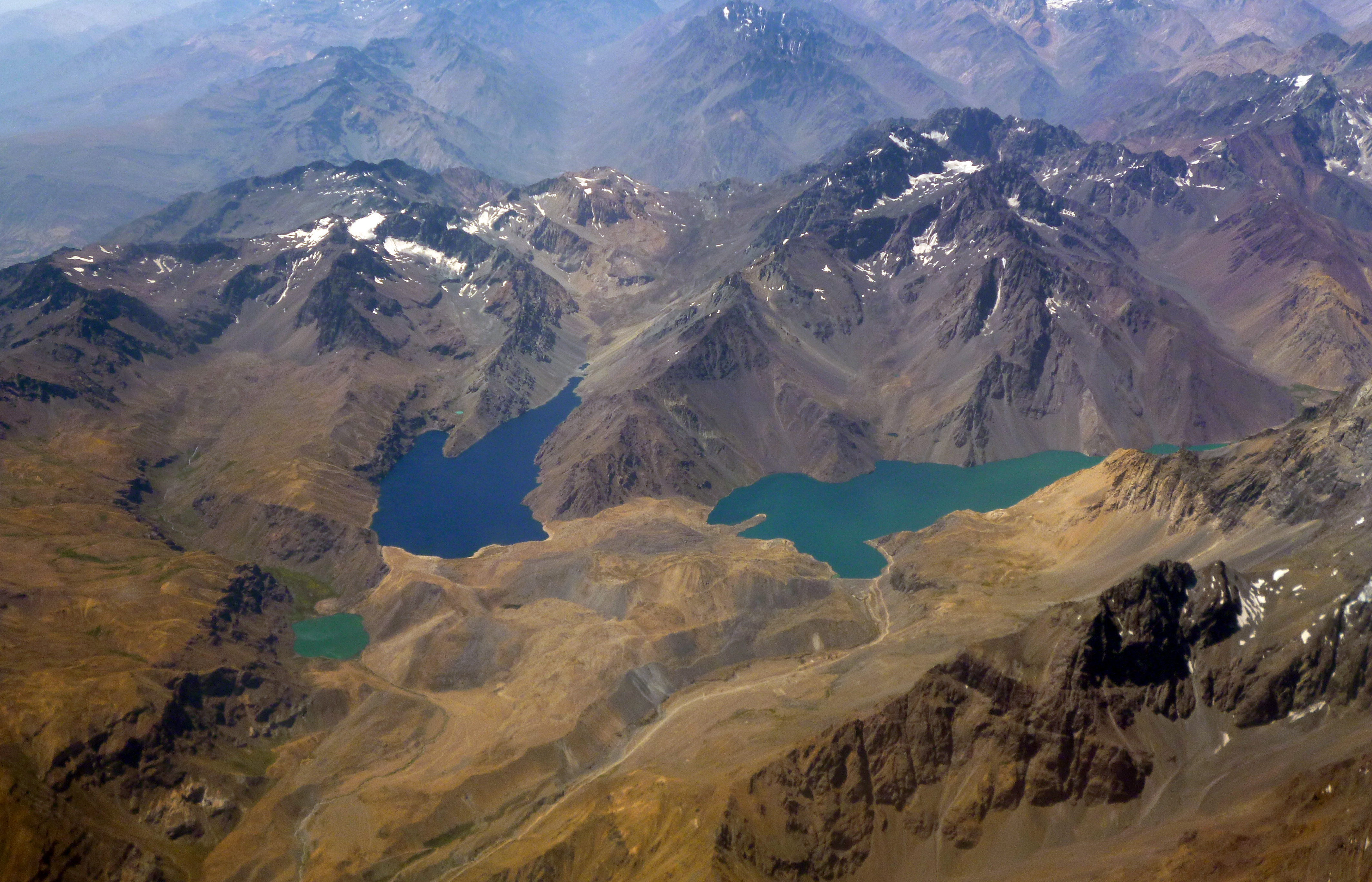
Эль-Йесо и Лагуна-Негра

- Эль-Йесо es:Embalse El Yeso — водохранилище
- Лагуна-Негра (Чили) es:Laguna Negra (Chile)
- Лагуна-де-Акулео es:Laguna de Aculeo

### О’Хиггинс
- Петрель (озеро) en:Petrel Lake
- Рапель (водохранилище) en:Lake Rapel

### Мауле
- Кольбун (водохранилище)
- Лагуна-дель-Мауле en:Laguna del Maule

### Био-Био
- Лагуна-дель-Лаха es:Laguna de La Laja — водохранилище
- Ланалуэ
- Льеульеу es:Lago Lleulleu
- Лагуна-Гранде es:Laguna Grande (San Pedro de la Paz)
- Лагуна-Чика es:Laguna Chica (San Pedro de la Paz)

### Араукания
- Икальма en:Icalma Lake
- Галлетуэ en:Galletué Lake
- Вильяррика (озеро)
- Кабурга es:Lago Caburgua
- Конгильио es:Lago Conguillío
- Тинкилько es:Lago Tinquilco
- Торо (озеро) es:Lago Toro
- Чико (озеро) es:Lago Chico
- Колико (озеро) es:Lago Colico
- Буди (озеро) es:Lago Budi

### Лос-Риос

Озера регионов Лос-Риос и Лос-Лагос

- Семь озёр
  - Пангипульи
  - Калафкен
  - Риньиуэ
  - Пириуэйко
  - Нельтуме
  - Пельяйфа
  - Пульинке
- Уишуэ es:Lago Huishue
- Пириуэйко (озеро)
- Майуэ
- Пульинке

### Лос-Лагос
- Рупанко (озеро)
- Кукао es:Lago Cucao
- Ельчо (озеро)
- Тодос-лос-Сантос (озеро)
- Пуеуэ (озеро)
- Палена (озеро)
- Льянкиуэ (озеро)
- Чапо (озеро)

### Айсен
- Кочране (озеро)
- Бертран (озеро)
- Хенераль-Каррера
- О’Хиггинс (озеро)
- Пресиденте-Риос
- Сан-Рафаэль (озеро) es:Laguna San Rafael
- Юльтон en:Yulton Lake
- Греве (озеро) en:Greve Lake

### Магальянес и Чилийская Антарктика
- Фаньяно
- Диксон (озеро) es:Lago Dickson
- Грей (озеро) es:Lago Grey
- Рока (озеро) es:Lago Roca (Tierra del Fuego)
- Сармьенто (озеро)
- Лаго-дель-Торо es:Lago del Toro
- Пеоэ
- Норденсколд en:Nordenskjöld Lake